# منفذ مندلي الحدودي
منفذ مندلي الحدودي معبر حدودي عراقي، في محافظة ديالى في مدينة مندلي المتاخمة للحدود الإيرانية، يُستعمل المنفذ للسفر وللتبادل التجاري.